# Flavin
Flavin é uma comuna francesa na região administrativa de Occitânia, no departamento de Aveyron. Estende-se por uma área de 50,81 km². Em 2010 a comuna tinha 2 381 habitantes (densidade: 46,9 hab./km²).